# KBMT-TV
KBMT-TV, no canal 12, é a afiliada da rede de televisão ABC em Beaumont, Texas, nos Estados Unidos.